# Paurodontus densus
Paurodontus densus är en rundmaskart. Paurodontus densus ingår i släktet Paurodontus och familjen Neotylenchidae. Inga underarter finns listade i Catalogue of Life.